# Nidri
Nidri (grško: Νυδρί) je mestece v občini Lefkada na vzhodni obali otoka Lefkada, Grčija.  K mestecu je priključena tudi manjša sosednja vas Rachi. Mesto leži ob cesti R42  Vasiliki – Lefkada – Amfilochia. Nidri je priljubljeno letovišče. Pred letoviščem je par manjših otokov, kot Madouri, Skorpios, Skorpidi in Sparti. Otok Scorpios je v lasti ruske družine Ribolovlev, pred tem pa je bil v lasti družine Onassis.

## Zgodovina
Nemški arheolog Wilhelm Dörpfeld (1853 do 1940), ki je izvajal arheološka izkopavanja na otoku Lefkada je mnenja po opisih v Homerjevi Odiseji in Iliadi, da je otok Homerjeva Itaka in da je Odisejeva palača bila v naselju Nidri. Svojo trditev dokazuje z Mikenskimi grobnicami, ruševinami in ostalimi izkopaninami s tega področja. Dörpfeld je zadnja leta svojega življenja preživel v Nidriju in je tudi pokopan na otoku Lefkada.

## Administrativna ureditev
Nidri je po reorganizaciji lokalne samouprave v Grčiji leta 2011 vključen v enotno občino Lefkada. Do reorganizacije je bil Nidri sestavni del občine Ellomenos skupaj z manjšimi sosednjimi vasmi.

## Demografski podatki
Prebivalstvo Nidrija v posameznih letih je bilo naslednje:
- Leta 1961 694 prebivalcev
- Leta 1991 692 prebivalcev
- Leta 2001 1.248 prebivalcev (občina  Ellomenos 1.394 prebivalcev)